# سارا گدون

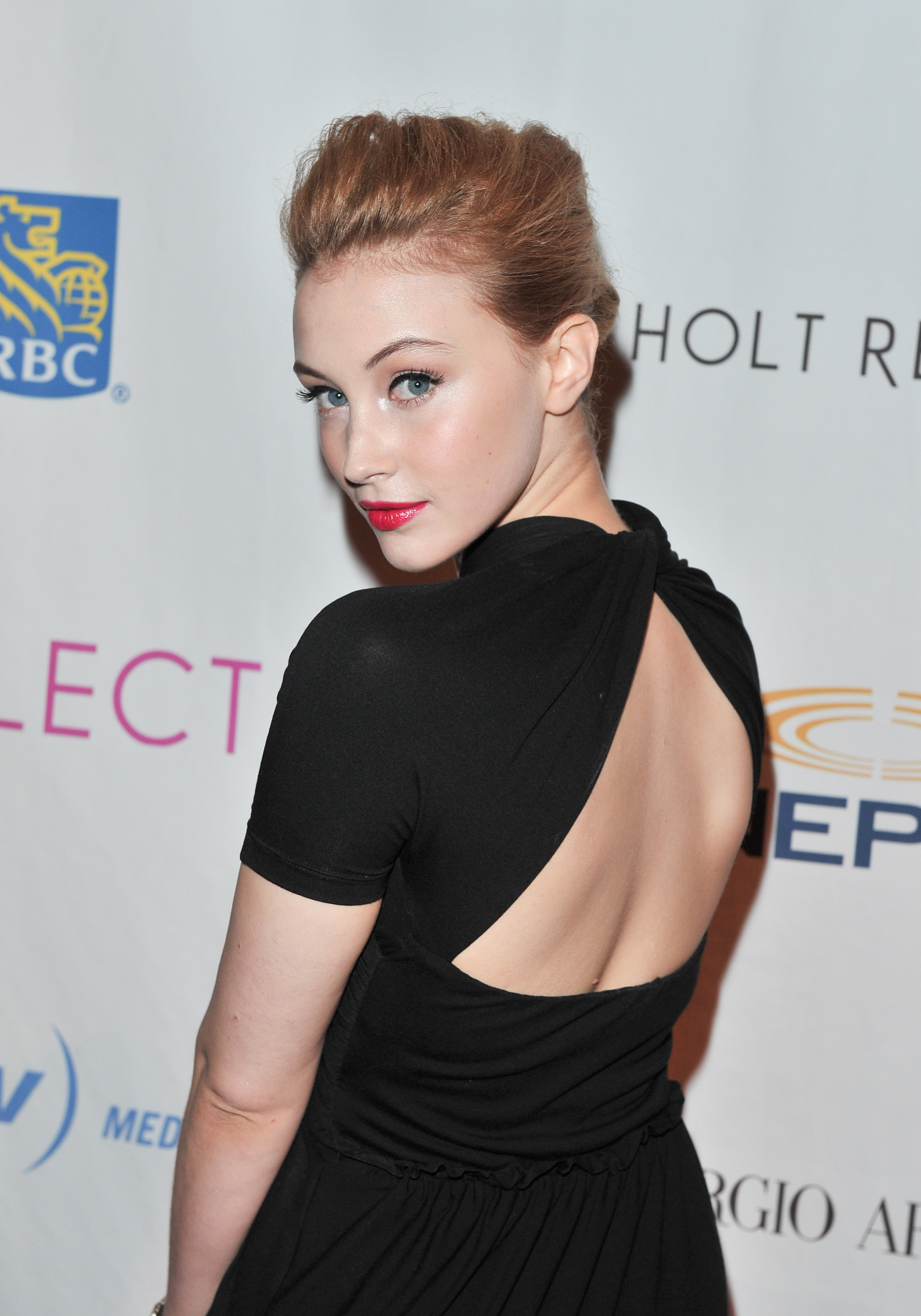
سارا گدون در جشنواره بین‌المللی فیلم تورنتو در سال ۲۰۱۲

سارا گدون (انگلیسی: Sarah Gadon؛ زادهٔ ۴ آوریل ۱۹۸۷) هنرپیشه سینما و تلویزیون اهل کانادا است. وی از سال ۱۹۹۸ میلادی تاکنون مشغول فعالیت بوده‌است.

## بخشی از فیلم‌شناسی
- چارلی بارتلت (۲۰۰۷)
- یک روش خطرناک در نقش اما یونگ (۲۰۱۱)
- خانه رؤیایی (۲۰۱۱)
- ضدویروس (۲۰۱۲)
- کازموپلیس (۲۰۱۲)
- دشمن (۲۰۱۳)
- حرف اف (۲۰۱۳)
- مرد عنکبوتی شگفت‌انگیز ۲ (۲۰۱۴)
- نقشه‌های ستاره‌های سینما (۲۰۱۴)
- ناگفته‌های دراکولا در نقش مینا هارکر (۲۰۱۴)
- خشم (۲۰۱۶)
- نهمین زندگی لوییس درکس (۲۰۱۶)
- آیا از تاریکی هراس دارید؟ (۱۹۹۹)
- آرزوهای بزرگ (کارتون) (۲۰۰۷–۲۰۱۰)
- مرز جنون (مجموعه تلویزیونی) (۲۰۰۸)
- ماجراهای مرداک (۲۰۰۹–۲۰۱۱)
- ۱۱٫۲۲٫۶۳ (۲۰۱۶)
- گریس دیگر  (٢٠١٧)
- خرس سیاه (۲۰۲۰)
- خون‌آشام‌ها در برابر برانکس (۲۰۲۰)

## زندگی شخصی
گدون در تورنتو، انتاریو از پدری روان‌شناس و مادری معلم متولد شد. او برادری بزرگتر به نام جیمز دارد. وی بیشتر کودکی و نوجوانی‌اش را به یاد گرفتن و انجام رقص پرداخت و در مدرسه باله ملی کانادا عضو و در مدرسه هنرهای نمایشی کلاد واتسون دانش‌آموز بود.